# Tete Morente
José Antonio Morente Oliva, dit Tete Morente, né le 4 décembre 1996 à La Línea de la Concepción, est un footballeur espagnol qui évolue au poste d'ailier gauche à l'US Lecce.

## Biographie

### Débuts et formation
José Antonio Morente Oliva, dit Tete Morente, né le 4 décembre 1996 à La Línea de la Concepción, commence le football à l'Atlético de Madrid.

### Atlético Baleares
Le 31 août 2016, Tete Morente s'engage librement à l'Atlético Baleares.
Il fait ses débuts pour l'Atlético Baleares, le 4 septembre 2016, remplaçant Javier Avilés (en), lors de la 3e journée de Segunda División B contre l'UE Cornellà (match nul 0-0).
Le 16 octobre 2016, lors de la 9e journée de Segunda División B contre le CD Eldense, Tete Morente inscrit son premier but avec l'Atlético Baleares (victoire 5-0).
Tete Morente effectuera un total de 23 matchs pour 1 buts et 2 passes décisives avec l'Atlético Baleares. 

### Gimnàstic de Tarragone et prêt au CD Lugo
Le 9 juillet 2017, Tete Morente s'engage librement au Gimnàstic de Tarragone, il paraphe un contrat de quatre saisons, soit jusqu'en 2021.
Il fait ses débuts pour le Gimnàstic de Tarragone, le 20 août 2017, remplaçant Juan Delgado, lors de la 1ère journée de Segunda División contre l'UD Almería (défaite 1-0).
Le 4 mars 2018, lors de la 29e journée de Segunda División contre le CD Tenerife, Tete Morente inscrit son premier but avec le Gimnàstic de Tarragone (défaite 2-1).
Le 25 janvier 2019, Tete Morente est prêté avec option d'achat pour six mois au CD Lugo.
Il fait ses débuts pour le CD Lugo, le 26 janvier 2019, remplaçant José Carlos Lazo, lors de la 23ère journée de Segunda División contre le Rayo Majadahonda (victoire 3-2).
Le 14 avril 2019, lors de la 34e journée de Segunda División contre le Córdoba CF, Tete Morente inscrit son premier but avec le CD Lugo (victoire 4-0).

### CD Lugo
Le 30 juin 2019, Tete Morente s'engage librement au CD Lugo.
Il fait ses débuts pour le CD Lugo, le 17 août 2019, lors de la 1ère journée de Segunda División contre l'Extremadura UD (match nul 0-0).
Tete Morente effectuera un total de 16 matchs avec le CD Lugo en Segunda División. 

### Málaga CF
Le 30 janvier 2020, Tete Morente s'engage librement au Málaga CF.
Il fait ses débuts pour le Málaga CF, le 9 février 2020, lors de la 27e journée de Segunda División contre le CD Numancia (victoire 2-1).
Le 23 février 2020, lors de la 29e journée de Segunda División contre le Racing de Santander, Tete Morente inscrit son premier but avec le Málaga CF (victoire 2-0).
Le 16 septembre 2020, Tete Morente quitte le Málaga CF, il effectuera un total de 16 matchs pour 2 buts et 3 passes décisives avec le club andalou en Segunda División,. 

### Elche CF
Le 16 septembre 2020, Tete Morente s'engage librement au Elche CF, il paraphe un contrat de quatre saisons soit jusqu'en 2024.
Il fait ses débuts pour le Elche CF, 26 septembre 2020, lors de la 3e journée de LaLiga contre la Real Sociedad (défaite 3-0).
Le 18 octobre 2020, lors de la 6e journée de LaLiga contre le Deportivo Alavés, Tete Morente inscrit son premier but et sa première passe décisive (pour Pere Milla) avec le Elche CF (victoire 2-0).
Le 1er juillet 2024, Tete Morente quitte le Elche CF, il effectuera un total de 140 matchs pour 18 buts et 10 passes décisives avec le club illicitan en Liga, en Segunda División et en Coupe du Roi durant 4 saisons,.

### US Lecce
Le 19 juin 2024, Tete Morente s'engage librement à l'US Lecce, il paraphe un contrat de trois saisons avec une année en option.
Il fait ses débuts pour l'US Lecce, le 12 août 2024, lors du 1er tour de Coupe d'Italie contre le Mantova 1911 (victoire 2-1).
Le 15 décembre 2024, lors de la 16e journée de Serie A contre le AC Monza, Tete Morente inscrit son premier but avec l'US Lecce (victoire 2-1).